# Комаровка (Карсунский район)
Комаровка — село в Карсунском районе Ульяновской области, входит в Большепоселковское сельское поселение.

## География
Расположено на реке Семилейка (бассейн Суры) в 11 км к северо-западу от Карсуна, в 5 км к западу от села Большие Посёлки и в 100 км от Ульяновска. 
За речкой — меловые возвышенности, на них — смешанный лес, богатый грибами, земляникой, малиной, орехами. Село располагается в котловине, с трёх сторон огорожено холмами, поэтому здесь почти не бывает ветра. Почва плодородная, подзолистая.
Имеется автодорога, связывающая Комаровку с селом Большие Посёлки. В Комаровке насчитывается 120 деревянных домов и три каменных здания, однако жилыми являются только 42 дома, которых проживает 86 человек (2019).

## История
В 1766 году прихожанами была построена деревянная церковь — во имя Святителя и Чудотворца Николая (перестроен в 1858 году).
В 1780 году, при создании Симбирского наместничества, село Николаевское Комаровка, при речке Семилейке, экономических крестьян, вошло в состав Котяковского уезда. В 1796 году в Карсунском уезде.
В 1859 году село Комаровка, удельные крестьян, входило во 2-й стан Карсунский уезд Симбирская губерния, в котором в 107 дворах жило 897 человек, имелась церковь.
В 1897 году Большая Комаровка входила в Горинскую волость.
В 1913 году в селе Большая Комаровка в 265 дворах жило 1464 человека, имелась церковь и школа. 
В 1960—1970-е годы село было многолюдным. Здесь имелись восьмилетняя школа с библиотекой, медпункт, магазин, большой клуб (работали кружки художественной самодеятельности, каждый вечер демонстрировались кинофильмы). Взрослое население трудилось на полях колхоза им. Чкалова, на молочно-товарной и свинофермах, на конюшне. Колхоз славился  богатыми урожаями пшеницы, гречихи, чечевицы, лука, свёклы, картошки.
С конца XIX века и до 1990 года село носило название Большая Комаровка.
Ныне школа, медпункт, клуб, магазин закрыты, колхоз упразднён. Село Комаровка относится к числу вымирающих.

## Население
| 2010 |
| ---- |
| 117  |

## Достопримечательности
- В двух километрах от села, существует Святой источник святителя Николая Чудотворца, расположен в небольшой заболоченной балке среди смешанного леса[7].